# Немировський Володимир Леонідович
Володимир Леонідович Немировський (нар.21 листопада 1963, Кривий Ріг, Дніпропетровська область) — український політик. Голова Одеської ОДА з 3 березня по 6 травня 2014 року.

## Біографія
З 1981 по 1989 — навчання в Криворізькому гірничорудному інституті за фахом інженер-збагачувач.
З 1987 по 1996 — машиніст насосних установок, майстер основної виробничої дільниці, механік виробничої ділянки Криворізького гірничо-збагачувального комбінату, місто Кривий Ріг.
З 1996 по 1999 — голова Наглядової ради ВАТ «КЦРЗ», місто Кривий Ріг.
З 2001 — голова Наглядової ради ВАТ «Стальканат», місто Одеса.
З 2006 — депутат Одеської обласної ради V-го скликання (секретар комісії з питань бюджету та банківської діяльності).
З 2009 — голова Одеської обласної організації Політичної Партії «Фронт Змін».
З 2010 — депутат Одеської обласної ради VI-го скликання (голова постійної комісії з питань прав людини, свободи слова та інформації).
Одружений, має трьох дітей.